# سمير مطاوع
الدكتور سمير عبد الله مطاوع (1938 القدس - 16 سبتمبر 2022 عمان)، وزير إعلام أردني سابق، وعضو مجلس الأعيان الأردني.

## التعليم
حصل الدكتور مطاوع على شهادة البكالوريوس في الاقتصاد والعلوم السياسية من جامعة لندن، وشهادة الدكتوراة في العلوم السياسية والعلاقات الدولية والسياسة الخارجية من جامعة ريدنغ في بريطانيا.

## الحياة المهنية
إضافة لعمله في عدة مؤسسات إعلامية محلية ودولية منها رئاسة مجلس أمناس المجلس الأعلى للإعلام 2006-2009 ورئاسة مجلس وكالة الأنباء الأردنية 2003-2009، شغل الدكتور سمير مطاوع منصب وزير دولة لشؤون الإعلام عامي 1997- 1998، كما كان عضواً في مجلس الأعيان الثامن والعشرين، وعمل مستشاراً إعلامياً وناطقاً رسمياً في الديوان الملكي الهاشمي في الفترة من 1985 حتى 1990. عيّن وسفيراً للأردن في هولندا 1998-2000 ورأس جمعية الصداقة الأردنية الهولندية.
إضافة لما تقدّم، عمل مطاوع أستاذاّ لإدارة الأعمال الدولية والعلاقات العامة 2001-2008 ومحاضراً في العلاقات الدولية والسياسة الخارجية في كلية الدفاع الوطني. وكان عضو المجلس الإداري لمحكمة العدل الدولية ومحكمة التحكيم الدولي والمنظمة الدولية لتحريم الأسلحة الكيمياوية وعضو مجلس أمناء المعهد الدبلوماسي الأردني عام 2013.

### الإعلام
بدأ سمير مطاوع العمل في إذاعة المملكة الأردنية الهاشمية مذيعاً ومنتجاً بدءاً من عام 1958. عمل في القسم العربي في إذاعة هولندا العالمية في هلفرسوم عام 1960. تعاقد مع القسم العربي في هيئة الإذاعة البريطانية من 1965 حتى 1968 كأول مذيع أجنبي يذيع في التلفزيون البريطاني منذ شهر أيلول 1966 واستمر حتى عودته إلى الأردن.

## المؤلفات
صدر له كتاب «الأردن في حرب 1967»، حيث صدرت النسخة الإنجليزية منه عن دار جامعة كمبردج في بريطانيا ونيويورك. كما نشرت له المؤسسة العربية للدراسات والنشر في بيروت كتاب «أوراق سياسية.. من زمن التيه والنكسات».